# 稲庭時定
稲庭 時定（いなば ときさだ、生年不詳 - 建仁2年2月8日（1202年3月3日））は、平安時代末期から鎌倉時代初期にかけての若狭国の在庁官人。氏は中原氏。子に時国がある。遠敷郡太良荘稲葉を本拠とし「稲庭権守」を称した。中原時定とも記される。
平安後期より若狭国衙において有力な地位を占めた若狭中原氏一門の中心的存在であり、在庁官人の筆頭（在国司）として若狭国内に強い勢力を持った。承安4年（1174年）、時定の支配する三方郡三河浦を経由して京に運ばれる公納物に対し津料を課すなどの濫行を働いたとして伯耆国の長講堂領久永御厨が訴訟を起こしたことが『吉記』にみえている。また、治承4年（1180年）11月に近江国で反平家勢力が一斉蜂起（近江攻防）すると、これに加担する動きをみせた「若狭国有勢之在庁」（『玉葉』）とは時定を指すものと比定されている。
しかし、建久7年（1196年）8月、突如源頼朝の勘気を蒙り同族の和久里時継らと共に所領を没収され失脚した。翌月には時定の所領が東国御家人である津々見忠季に与えられ、若狭における鎌倉幕府の影響力は強大なものとなった。
失脚から6年後の建仁2年（1202年）、「渇命所」として返還されていた遠敷郡西津荘にて死去。